# Office fédéral de la sécurité des technologies de l'information
Pour les articles homonymes, voir BSI.
L’Office fédéral de la sécurité des technologies de l’information (Bundesamt für Sicherheit in der Informationstechnik ou BSI) est une administration allemande créée en 1991 et chargée de la sécurité des technologies de l’information et de la communication. Il s’occupe notamment de la sécurité des logiciels, de la protection des infrastructures de communications, de la sécurité dans le cyberespace, de cryptographie, de contre-écoute électronique, de certification de produits de sécurité et de l’accréditation de laboratoires de test.
C’est une administration fédérale supérieure placée sous la tutelle du ministère fédéral de l’Intérieur. Elle compte environ 1100 employés en 2020 et est située à Bonn.
Son prédécesseur est la section de cryptographie du Service fédéral de renseignement (BND), l’administration chargée de la sécurité extérieure. Le BSI conçoit encore des algorithmes de chiffrement, tel le chiffre Libelle (Libelle (cipher)).